# アトラクター

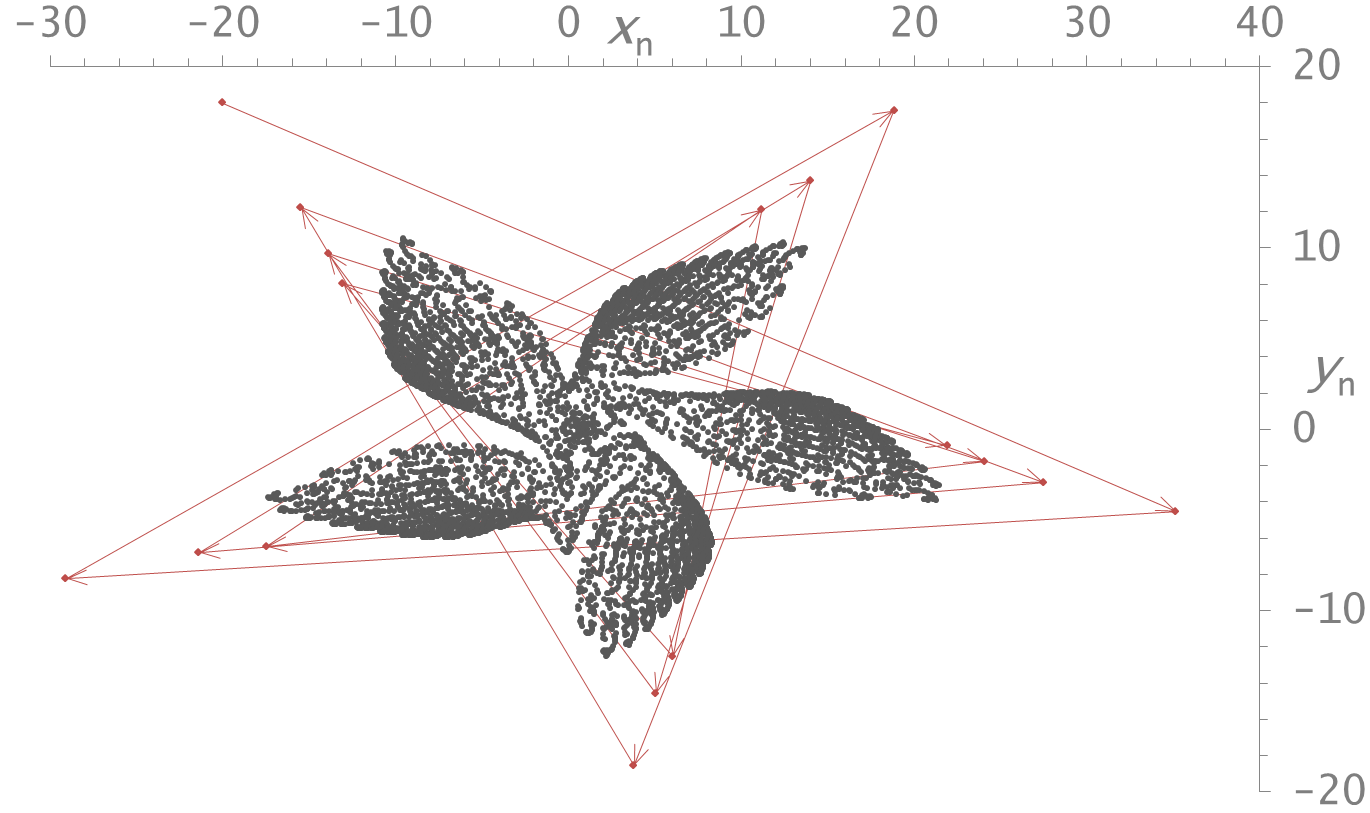
離散時間力学系のグモウスキー・ミラの写像で現れるストレンジアトラクター。赤い軌道が複雑な黒点の連なりの領域へ引き込まれる。

連続時間力学系のファン・デル・ポール方程式で現れる周期アトラクター。軌道は各矢印に沿って赤い閉曲線へ引き込まれる。

力学系におけるアトラクター（英語: attractor）とは、時間発展する軌道を引き付ける性質を持った相空間上の領域である。力学系において重要なトピックの一つ。引き込まれた後の軌道は、アトラクター内に留まり続ける。アトラクターへ引き込まれる初期値の集合はベイスンや吸引領域と呼ばれる。
アトラクターは、その構造・性質にもとづき点アトラクター、周期アトラクター、準周期アトラクター、ストレンジアトラクターの4種類に分類される。点アトラクターはもっとも単純で、周りの軌道を引き寄せる1つの点である。周期アトラクターと準周期アトラクターは、連続力学系でいえばそれぞれ閉曲線とトーラスの形を成す。ストレンジアトラクターは、カオスと呼ばれる非周期的軌道から成るアトラクターで、バタフライ効果として知られる初期値鋭敏性とフラクタルな幾何学的構造を持つ。
物理的なアトラクターの典型的な例は、減衰や摩擦を受けて振動しながら最終的に静止する振り子で、これは点アトラクターの一種である。実現象で起こるアトラクターを限られた時系列データから再現する手法はアトラクターの再構成として知られ、実現象の力学系的性質の調査や、実物の品物に対する異常検出といった応用研究にも用いられる。

## 背景

摩擦を受ける振り子は十分時間経過後に静止する（左）。その運動を相空間（相平面）上で見ると、運動は1点に収束する軌道を描く（右）。

何かの状態の時間発展が、規則にしたがって決定論的に一意的に決まっている系を力学系という。一般に、力学系の振る舞いは「保存的」か「散逸的」かに分類できる。物理的な系としてばねや振り子の系を考えると、系に摩擦が無いときは力学的エネルギーが保存され続けるのに対して、系が摩擦があるときは力学的エネルギーは熱に変わって系から失われる。前者のような系を保存系と呼び、後者のような系を散逸系と呼ぶ。日常的に観測される実存の系の多くは散逸系といえる。物理的な観点から言えば、散逸系はエネルギー的に開放されているのが特徴で、非平衡開放系とも呼ばれる。摩擦がある振り子は、時間が十分経つと静止する。しかし散逸系であっても、エネルギーが流出すると同時に流入してバランスすると、最終的な運動が静止状態になるとは限らず、安定な振動状態を取ることもある。
力学系の考え方では、対象とする状態を変数の組として表し、それを空間上の1点とみなす。時間発展に従って動く空間上の点の軌跡は軌道と呼ばれ、状態の時間変化を表している。状態の集まりである空間は相空間や状態空間と呼ばれる。散逸系とは、数学的には、相空間上に体積要素を取ったときにその要素の体積が時間発展にともなって減少していく系を指す（ここでの体積とは3次元以上2次元以下を含む一般化された体積、特記無い限り以下同じ）。散逸系では、相空間上の軌道がある一定の領域（状態の集まり）へ引き付けられる現象が存在する。このような領域をアトラクターと呼ぶ。一方の保存系では、アトラクターは存在しない。
アトラクターが存在するとき、ある程度の時間経過後に系の状態はそのアトラクターにほとんど引き込まれるため、アトラクター上での振る舞いが実質的に系の長期的な振る舞いを支配しているといえる。また、何かの乱れが系に加わったとしても、乱れがさほど大きくなければ、やはり状態はアトラクターへ引き込まれる。したがって、散逸系の振る舞いを理解するためには、系のアトラクターとアトラクター周辺の性質を調べることが重要となる。力学系において、アトラクターを理解することは重要な鍵となる。特に、後述のストレンジアトラクターが具体的な微分方程式の数値実験で現れることが確認されて以降、力学系理論への注目が高まり、多くの研究が行われるに至った。

## 定義と一般的性質

### 吸引集合、アトラクター

相空間（R^{n}）上のアトラクター (A) とベイスン (B) の概念図

アトラクター（英語: attractor）とは、「引き付ける」を意味する英語単語 attract から出来た言葉で、大雑把にいえばアトラクターとは、その周りの軌道を引き付けるような性質をもった領域である。さらに、軌道がそのような領域まで引き付けられた後は、軌道はその領域内に留まり続ける。
アトラクターの厳密な定義については議論が残っており、広く共有された統一的な数学的定義は今のところ存在していない。ここでは、まずは ウィギンス 2013 に沿った定義を以下に述べる。力学系の相空間を Rn とし、相空間上の点（状態変数）を x とする。連続力学系を定めるベクトル場の流れを φ(t, x): R × Rn → Rn で表すとする。離散力学系を定める写像 の k 回繰り返し適用を f k(x): Z × Rn → Rn で表すとする。部分集合 A ⊂ Rn が以下を満たすとき、A を吸引集合と呼ぶ。
- 連続力学系の場合：
  - A は閉不変集合、すなわち全ての x ∈ A と  t ∈ R について φ(t, x) ∈ A である。
  - A にある近傍 B が存在し、全ての x ∈ B と  t ∈ R+ について φ(t, x) ∈ B である。
  - 全ての x ∈ B について、t → ∞ のとき φ(t, x) → A である。
- 離散力学系の場合：
  - A は閉不変集合、すなわち全ての x ∈ A と  k ∈ Z について f k(x) ∈ A である。
  - A にある近傍 B が存在し、全ての x ∈ B と  k ∈ Z+ について f k(x) ∈ B である。
  - 全ての x ∈ B について、k → ∞ のとき f k(x) → A である。

さらに、吸引集合と流れの組 (A, φ) あるいは吸引集合と写像の組  (A, f) が以下のように位相的推移性を満たすとき、A をアトラクターと呼ぶ。
- 連続力学系の場合：
  - A の任意の部分開集合 U, V に対し、全ての x ∈ U が φ(t, x) ∈ V を満たす t ∈ R が存在する。
- 離散力学系の場合：
  - A の任意の部分開集合 U, V に対し、全ての x ∈ U が f k(x) ∈ V を満たす k ∈ Z が存在する。

力学系の位相的推移性あるいは推移性とは、簡単に言えば、軌道がその領域内をくまなく動き回ることを意味する。松葉 2011、Hirsch, Smale & Devaney 2007、久保・矢野 2018 も位相的推移性をアトラクターの条件に課している。小室 2005 でも稠密な軌道の存在という形でアトラクターを定義付けている。Strogatz 2015 や Falconer 2006 では、位相的推移性の代わりに A が極小集合であること、すなわち A の全ての真部分集合が吸引集合の条件を満たさないことをアトラクターの定義としている。

による2次元ベクトル場の例。赤い線分の範囲 (x = [−1, 1], y = 0) は吸引集合だがアトラクター（位相的推移的）ではない。

いずれにしても、吸引集合にさらに位相的推移性や極小の条件を課す理由は、認定したアトラクターが実は独立したアトラクターの集まりであり、実際にはさらに細かく分けられるような事態を避けたいという動機による。吸引集合の条件だけでは、軌道が最終的にどこに落ち着くのか曖昧だという欠点がある。この点を説明する例として良く出されるのが次の x = (x, y)⊤ の2次元ベクトル場である。
{\displaystyle {\dot {x}}=x-x^{3}}
{\displaystyle {\dot {y}}=-y}
ここで、上付きの · は時間微分 (d/dt) を意味する。このベクトル場の xy-相平面の (x = [−1, 1], y = 0) という線分状の集合を A とする。A を囲む長方形や楕円のような適当な近傍を取れば、近傍内の点は全て A に収束する。また、A 上の点が A から出ることはない。よって、A は吸引集合である。しかし、y 軸を除く相平面上のほとんど全ての点は、(x, y) = (−1, 0) または (1, 0) のどちらかのみに収束する。この例であれば (x = [−1, 1], y = 0) をアトラクターとは考えたくない、(−1, 0) と (1, 0) にアトラクターが2つあると考えたい、それが位相的推移性をアトラクターの定義に課す動機である。
一方で、Devaney 2003、グーリック 1995、郡・森田 2011、松本・徳永・宮野・徳田 2002 などは位相的推移性を課さない条件の集合、すなわち上記における吸引集合のことをアトラクターの定義としている。このように上記定義における「吸引集合（位相的推移性を満たさない集合 A）」をアトラクターと呼ぶときは、上記定義における「アトラクター（位相的推移性を満たす集合 A）」を推移的アトラクターと呼んだりもする
力学系が体積要素が縮小する性質を持つとき、その力学系を散逸系といった。散逸系上にはアトラクターが存在し、散逸系上の全ての軌道はアトラクターへ引き付けられる。散逸系の性質から導かれる必然として、あるいはアトラクターに課す定義として、アトラクターの体積は一般的に 0 となる。すなわち、R3 相空間上のアトラクターの（通常の意味での）体積は 0 であり、R2 相空間上のアトラクターの面積は 0 である。これらの帰結として、アトラクターの次元 d は相空間の次元 n よりも常に小さく、d < n の関係にある。さらに体積縮小の結果、アトラクターに引き込まれる軌道の初期値の情報は失われることなる。つまり、アトラクターに引き込まれた後の点から、時間を逆にたどってその点の初期値を知ることは不可能となる。また、アトラクターに一旦引き込まれた軌道は、以降アトラクターから出ることはない。これは、アトラクターが不変集合として定義されることへ対応する。 

### ベイスン、過渡状態、トラッピング領域、リペラー

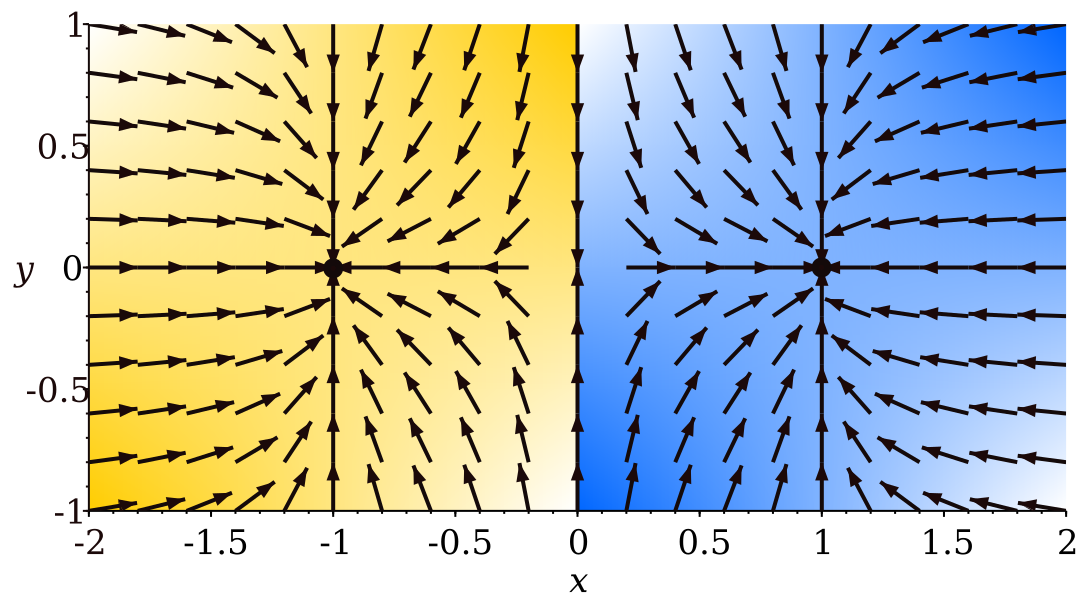
による2次元ベクトル場のベイスン。安定多様体の y-軸を除いて、左半面の初期値は (−1, 0) へ、右半面の初期値は (1, 0) へ吸引される。

あるアトラクターに引き付けられる全ての初期値の集合をベイスン（英語: basin of attraction または単に basin、表記揺れでベイスィン、ベイシンとも）と呼ぶ。他には、吸引域、吸引領域という呼び方があり、引力圏、吸引圏、吸引の鉢といった表現もある。英語の basin には鉢の意味があり、鉢の中に置かれた物が鉢の底へ向かって転がっていくイメージから命名されたと推測される。
数学的には、アトラクターの定義に出てくる近傍 B の内、様々な大きさが取り得る中で最大の B がベイスンである。あるアトラクターに対するベイスンは、そのアトラクター自体も含んでいる。また、アトラクターは散逸系の特性から体積が 0 だが、ベイスンの体積は 0 ではない。言い換えると、アトラクターに引き込まれる初期値の集合の測度は 0 ではない値を持つ。このことと極限集合の概念を使い、アトラクターを非零の測度の初期値を引き込む ω 極限集合と定義する流儀もある。
ベイスンからアトラクターに引き込まれるまでの系の振る舞いを過渡状態、過渡運動、トランジェント（英語: transient）などと呼ぶ。定義上は時間が無限に過ぎたときに軌道はアトラクターに引き込まれることになっているが、アトラクター周囲に達した後は軌道はアトラクター上と同じ振る舞いをするので、有限時間でアトラクターに引き込まれたと見なして実際上の問題はさほど起きない。
また、アトラクターないし吸引集合と関連してトラッピング領域（英語: trapping region）、捕捉領域、閉じこめ領域などと呼ばれる相空間上の領域もある。これは、全ての前方軌道がそこから出ることがない領域を意味する。具体的には、トラッピング領域 R とは次の条件を満たす有界閉集合である。
- 連続力学系の場合：
  - 任意の t ≥ 0 について、φ(t, R) ⊂ R となる。
- 離散力学系の場合：
  - f(R) ⊂ R となる。

連続力学系のトラッピング領域は、R の境界のどの点においてもベクトル場が R の内へ向いていることと同等である。トラッピング領域 R を用いて吸引集合 A を次のようにも定義できる。
- 連続力学系の場合：
{\displaystyle A=\bigcap _{t>0}\phi (t,R)}
- 離散力学系の場合：
{\displaystyle A=\bigcap _{k\geq 0}f^{k}(R)}

その他の概念として、リペラー（英語: repeller）がある。これは、時間を反転させたときに吸引的になる解を指す。離散力学系 f でいえば、逆写像 f−1 のアトラクターが f のリペラーであると定義できる。不安定な性質を持ち軌道が離れていく不動点や平衡点が、リペラーの例である。

## 分類

### 点アトラクター

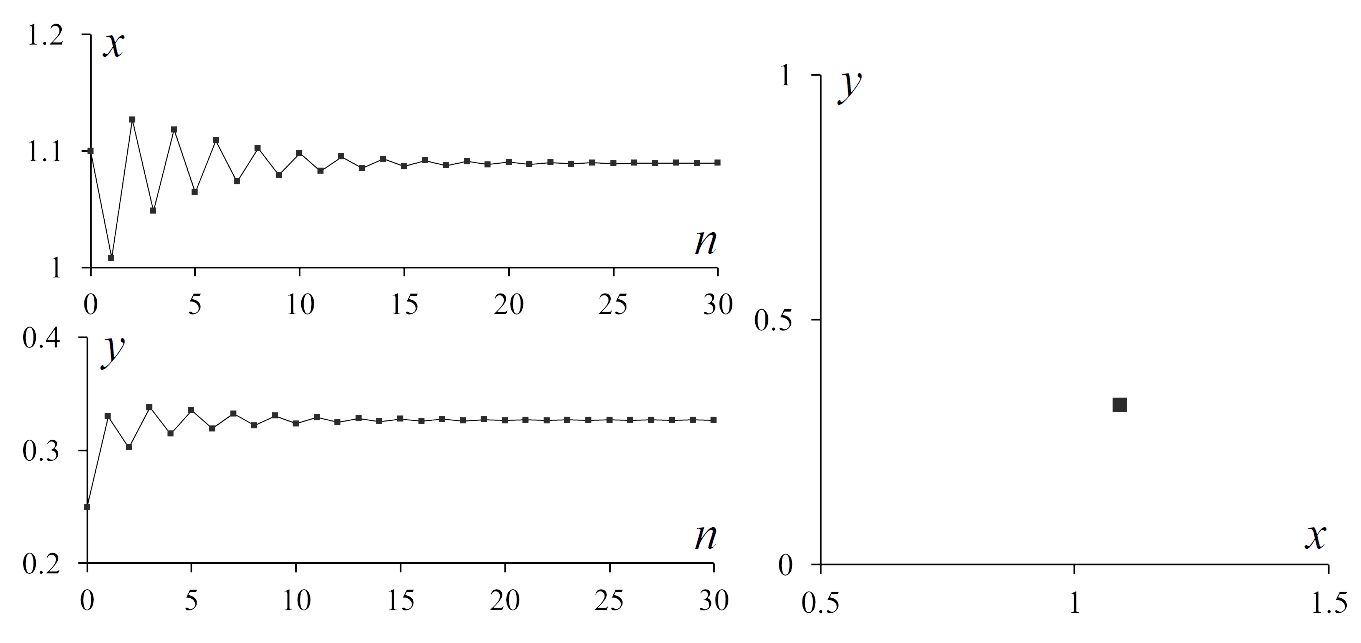
のエノン写像における点アトラクターの例。左図は x と y の時系列変化を、右図は x と y が xy-平面で最終的に引き込まれる点を示す。

相空間上の1つの点へ収束するアトラクターを、点アトラクター（英語: point attractor）という。これは、アトラクターの中でもっとも単純なものといえる。点アトラクターという呼び方の他に、静止アトラクター、ポイントアトラクター、固定点アトラクター、平衡点アトラクター、不動点アトラクターといった言い方もある。
固定点とは、時間変化しても相空間上で動かない点のことで、連続力学系では平衡点、離散力学系では不動点とも呼び分けることもある。近傍の軌道を引き付ける性質を持つ固定点を漸近安定であるといったり、吸引的であるという。点アトラクターとは、言い換えれば漸近安定な固定点のことである。ただし、点アトラクターを指して単に固定点、平衡点、不動点と呼ぶこともある。
点アトラクターの一例として、次のエノン写像が挙げられる。
{\displaystyle x_{n+1}=1-ax_{n}^{2}n+y_{n}}
{\displaystyle y_{n+1}=bx_{n}}
ここで、a と b は時間変化しない定数（パラメータ）である。エノン写像は、ミシェル・エノンが後述するローレンツアトラクターのメカニズムを研究するために導入された力学系である。エノン写像の振る舞いは a と b の値によってさまざまな様相を示すが、b = 0.3 かつ −0.1225 < a < 0.3675 のとき、吸引的不動点すなわち点アトラクターが存在する。

減衰振り子の点アトラクター。赤、青、緑の異なる初期値から出発した軌道が全て原点に収束する。

点アトラクターの物理的な典型例は、減衰を受ける振り子である。空気抵抗などの減衰を受けるとき、振り子は動きながらエネルギーを失い、最終的には静止する。振り子が速度に比例した減衰力を受けるとする。このとき、振り子の運動は次の2次元微分方程式系で表される。
{\displaystyle {\dot {x}}=y}
{\displaystyle {\dot {y}}=-{\frac {g}{l}}\sin x-{\frac {c}{ml}}y}
ここで、x は振り子の角度、y は振り子の角速度、g は重力加速度、l は振り子の支点から重りまでの長さ、m は重りの質量、c は減衰係数である。g と l は正の定数であり、さらに c も正の定数とする。このとき、(x, y) = (π, 0)（ちょうど真上で倒立した状態）の条件を除き、全ての運動は(x, y) = (0, 0)（真下で停止した状態）に収束する。
微分方程式に独立変数 t を陽に含まない系を自励的という。R 上の自励的な1次元連続力学系で存在可能なアトラクターは、点アトラクターのみである。一方の離散力学系では軌道が連続的であるという制限がないので、1次元写像の段階から点アトラクター以外の種類のアトラクターが許容される。

### 周期アトラクター

ブラッセレーター方程式で現れる周期アトラクター。赤、青、緑の異なる初期値から出発した軌道が、1つの閉曲線に巻きつく。

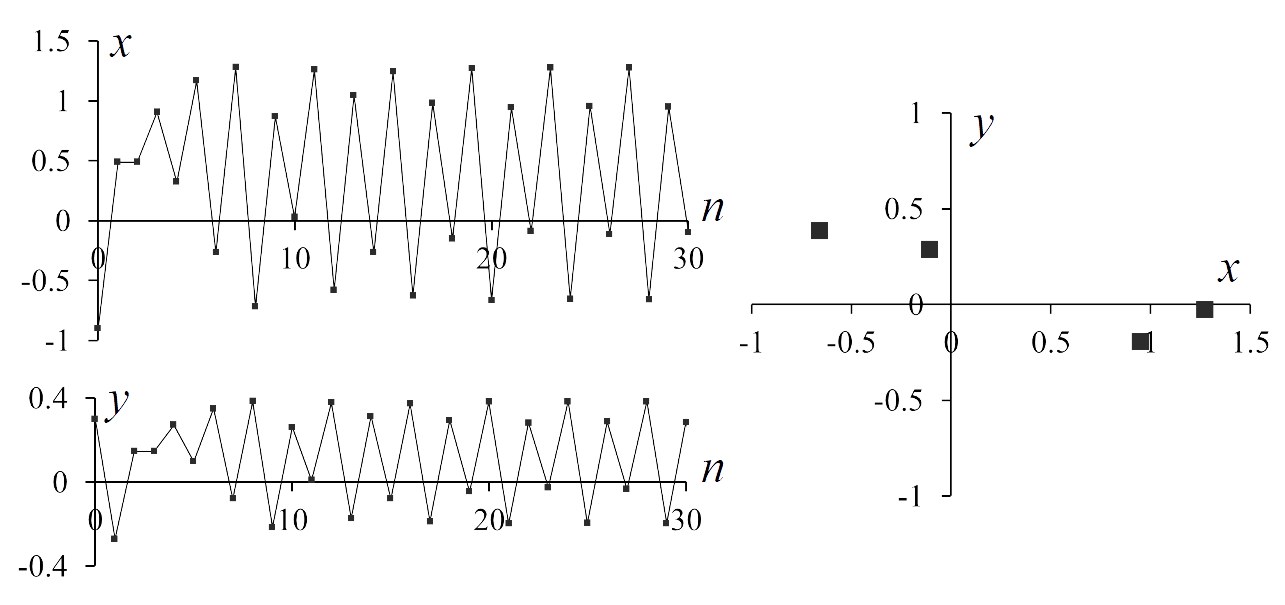
のエノン写像における4周期アトラクター

相空間上の周期軌道に収束するタイプのアトラクターを、周期アトラクター（英語: periodic attractor）や周期的アトラクターという。
連続力学系では、周期軌道とは相空間上の1本の単純閉曲線であり、解はその線を沿って動き続ける。つまり、ある時間経過ごとに元の状態に戻る周期的な振る舞いを示す。近傍の軌道が引き付けられる漸近安定な閉曲線と、近傍の軌道が離れていく漸近不安定な閉曲線を、合わせてリミットサイクルと呼ぶ。漸近安定なリミットサイクルが周期アトラクターに対応する。ただし、周期アトラクターを指して単にリミットサイクルと呼ぶこともある。自励的連続力学系では、周期アトラクターは2次元以上の相空間で存在する。
連続力学系の周期アトラクターが現れる例として、次のブラッセレーター方程式がある。
{\displaystyle {\dot {x}}=a+x^{2}y-(1+b)x}
{\displaystyle {\dot {y}}=bx-x^{2}y}
ブラッセレーターはイリヤ・プリゴジンらが導入した化学振動反応のモデルで、x と y は時間変化する分子濃度を表す。代表的な化学振動反応であるベロウソフ・ジャボチンスキー反応では、条件によっては反応物質濃度の安定なリミットサイクル振動が起きることが知られている。ブラッセレーターのa と b も分子濃度を表すが、ここでは定常状態にあり、パラメータだとする。(a, b) = (1.0, 2.2) のとき、ブラッセレーターの軌道が相平面上で閉曲線に接近していくのが観察できる。
離散力学系の場合、写像を繰り返し合成したときにある繰り返し数で元の状態に戻るような点列が周期軌道と呼ばれる。周期が T だとすると、(x0, f(x0), f 2(x0), …, f T−1(x0)) という点列の集合が離散力学系における周期軌道で、このような周期軌道にも近くの点を引き込む漸近安定な場合がある。漸近安定な周期軌道が、離散力学系における周期アトラクターである。エノン写像の例では、パラメータが (a, b) = (1, 0.3) のときに周期 4 の漸近安定な周期軌道が存在する。

### 準周期アトラクター

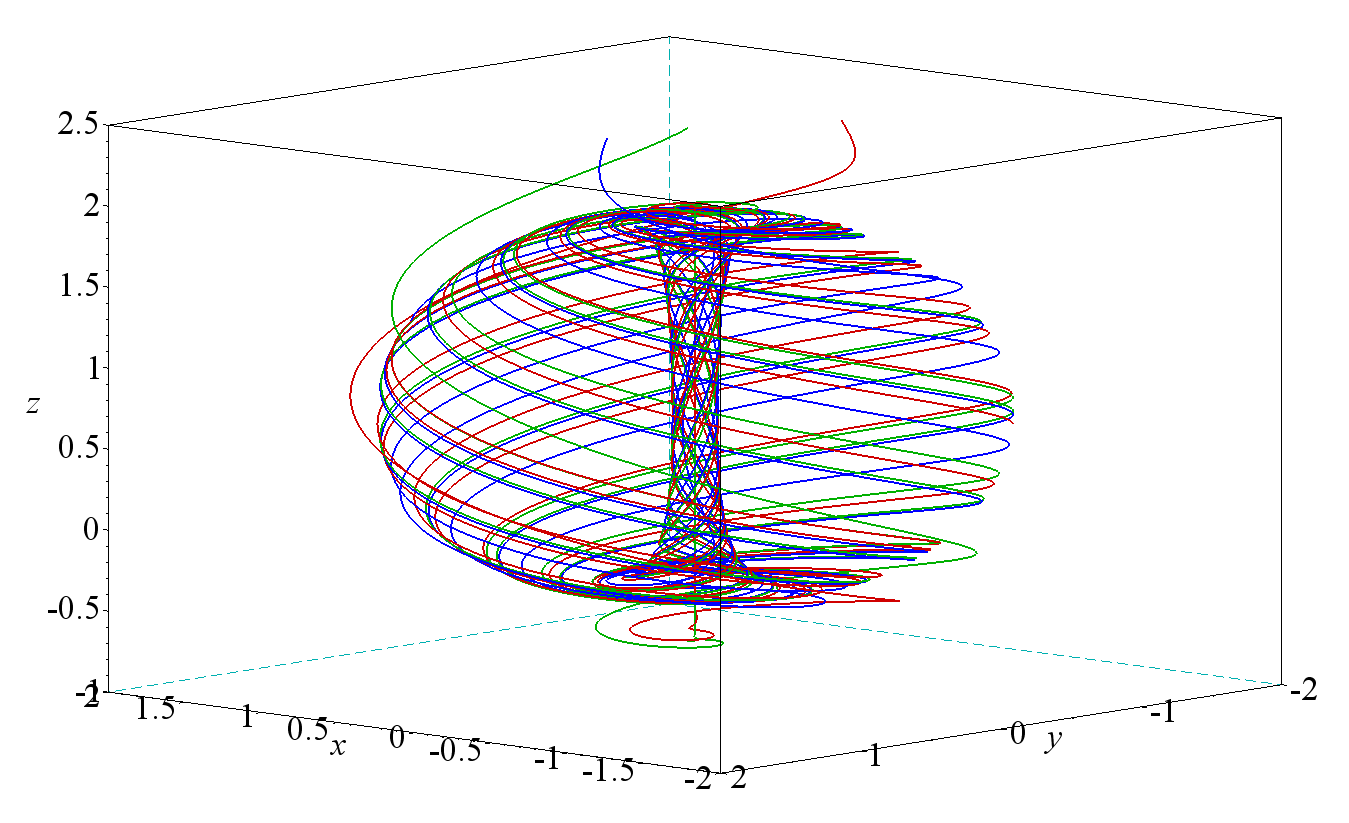
ラングフォード方程式で現れる準周期アトラクター。赤、青、緑の異なる初期値から出発した軌道が、ドーナツ形の2次元トーラスに引き込まれる。

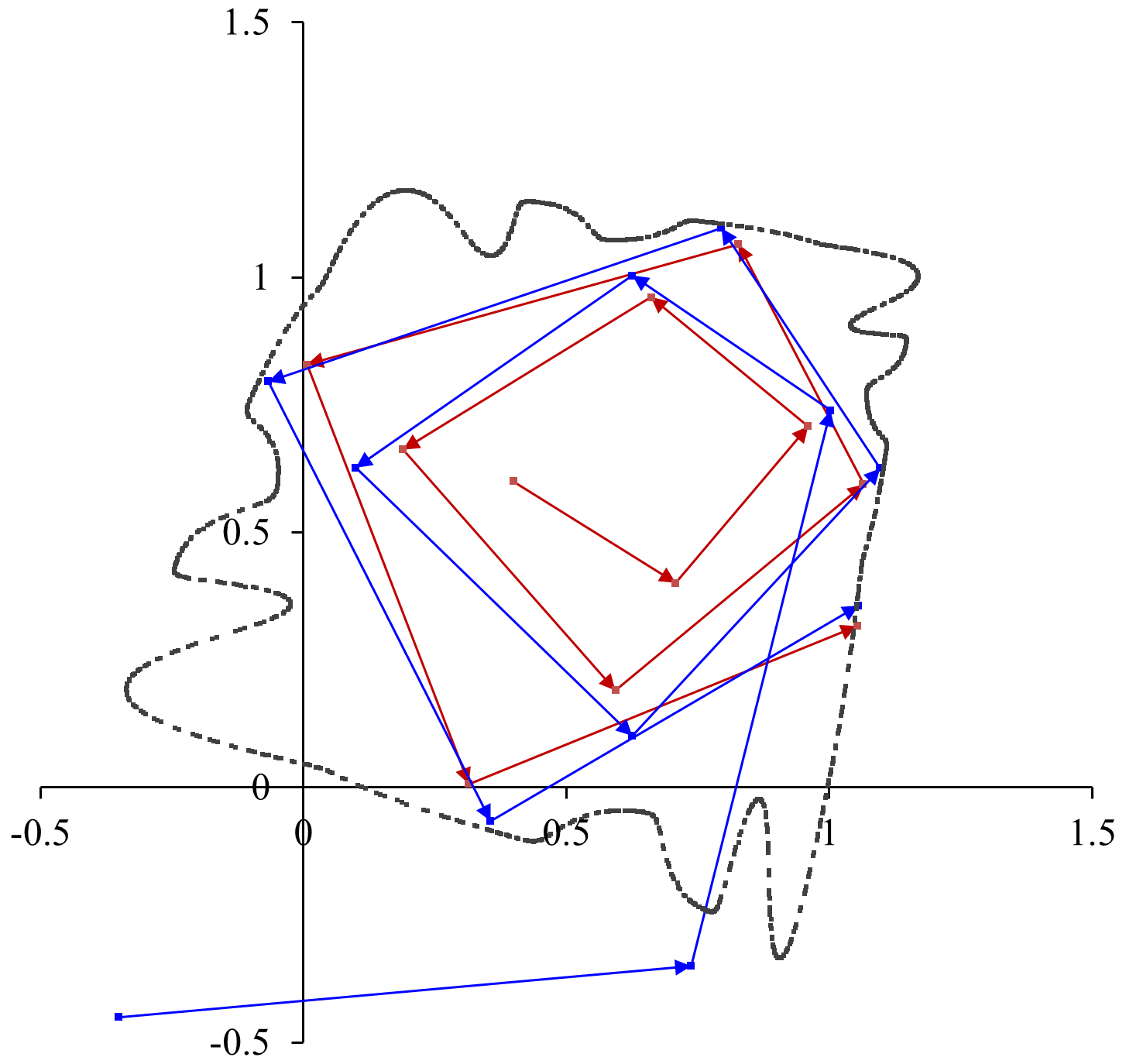
エノン写像に一見類似の の離散力学系で現れる準周期アトラクター。赤と青の軌道は黒点が連なってできる準周期軌道に引き込まれる。

相空間上の準周期軌道に収束するタイプのアトラクターを、準周期アトラクター（英語: quasi-periodic attractor）や概周期アトラクターという。
連続力学系では、準周期軌道とは相空間上のトーラス表面に巻きつく非閉曲線である。これは振動数比が無理数の関係にある振動同士が重ね合わさって起きる振る舞いで、振動同士の重ね合わせとして表現できるが、周期軌道とは異なって同じ状態に戻ることはないのが特徴である。準周期軌道はトーラス上を稠密に覆いつくし、ある点を通る準周期軌道はいくらでもその点の近くに戻って来る。準周期アトラクターを指して単にトーラスと呼ぶこともある。自励的連続力学系では、周期アトラクターは3次元以上の相空間で存在する。
連続力学系で準周期アトラクターが現れる例として、ウィリアム・ラングフォードがトーラスからカオスへの分岐を研究するために用いた次のラングフォード方程式が挙げられる。
{\displaystyle {\dot {x}}=(z-\beta )x-\omega y}
{\displaystyle {\dot {y}}=\omega x+(z-\beta )y}
{\displaystyle {\dot {z}}=\lambda +\alpha z-{\frac {z^{3}}{3}}-(x^{2}+y^{2})(1+\rho z)+\epsilon zx^{3}}
パラメータが (α, β, λ, ω, ρ, ε) = (1, 0.7, 0.6, 3.5, 0.25, 0) のとき、近傍の軌道がドーナツの形をした2次元トーラスに収束し、その上を閉じることなく回り続けることが観察できる。
離散力学系の準周期軌道は、閉包を取ると円に同相で、なおかつその閉包上で写像が単調である軌道として定義される。離散力学系の準周期アトラクターの例として、エノン写像に式はよく似ているが振る舞いは異なる次の写像がある。
{\displaystyle x_{n+1}=1-ay_{n}^{2}n+x_{n}}
{\displaystyle y_{n+1}=bx_{n}}
この写像は、第1式右辺の x と y がエノン写像とちょうど逆になっている。この系もカオスへの分岐を研究するために提案されたもので、例えばパラメータ (a, b) = (1, 0.17) で準周期アトラクターが現れる。

### ストレンジアトラクター

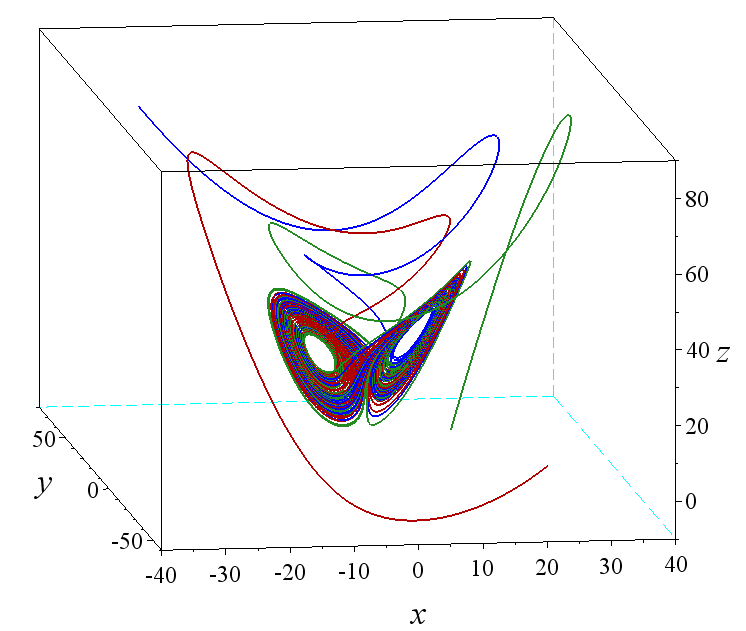
のローレンツ方程式で現れるストレンジアトラクター。赤、青、緑の異なる初期値から出発した軌道が、「チョウの1対の羽」のような形をしたアトラクターに引き付けられる。

複雑な構造を持ち、軌道がカオスとなるタイプのアトラクターを、ストレンジアトラクター（英語: strange attractor）という。この命名はデービット・リュエルとフロリス・ターケンスによる。他には、カオスアトラクター、カオティックアトラクター、カオス的アトラクター、奇妙なアトラクター、フラクタルアトラクターといった呼び方もある。
力学系におけるカオスとは、大雑把に言えば、決定論的に確定した規則に従って生み出される複雑・不規則・不安定な振る舞いを指す。カオスの厳密な定義は専門家間でも微妙に異なっており、カオスの統一的な数学的定義は未だに存在していない。散逸系におけるカオスとはストレンジアトラクターを意味する。

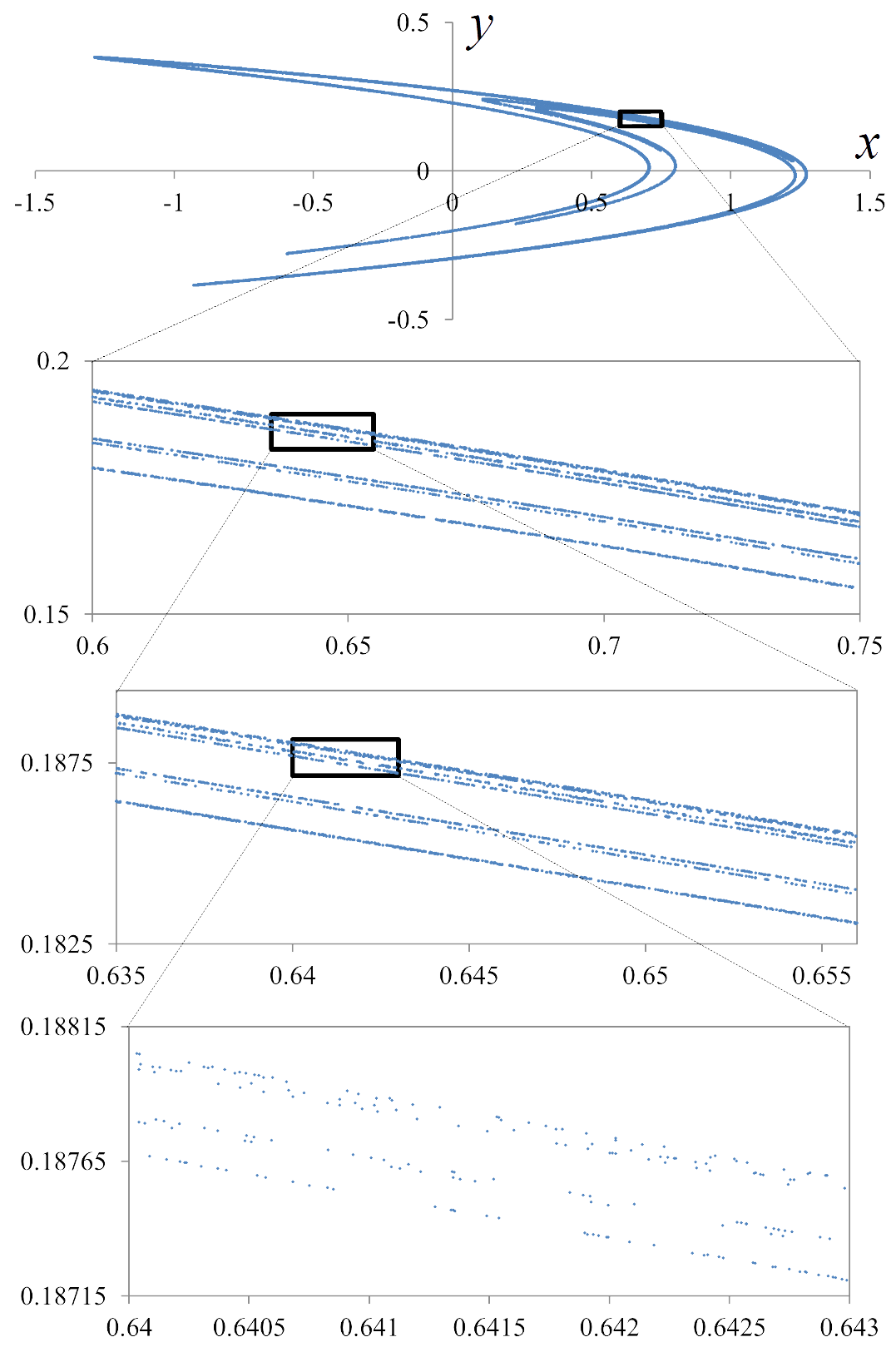
のエノン写像で現れるストレンジアトラクター（最上図）とその自己相似性（下図3つ）。n = 2^{20} まで繰り返し計算した例。

古くから知られていたアトラクターは、点アトラクター、周期アトラクター、準周期アトラクターの3つだけであった。ストレンジアトラクターというクラスのアトラクターは、コンピューターが発達して数値計算が実用になって以降の1960年代になって見つかった。「カオス」と同様、ストレンジアトラクターの広く共有された定義も現在のところ存在していない。ここではアトラクターの定義に合わせ、ウィギンス 2013 に沿ったストレンジアトラクターの定義を挙げる。集合 A が位相的に推移的なアトラクターであり、かつコンパクトであるとする。さらに (A, φ) あるいは (A, f) が以下の初期値鋭敏性を満たすとき、A をストレンジアトラクターと呼ぶ。
- 連続力学系の場合：
  - ある δ > 0 が存在し、任意の x ∈ A と任意の近傍 U(x) に対して、|φ(t, x) − φ(t, y)| > δ を満たす y ∈ U と t ∈ R が存在する。
- 離散力学系の場合：
  - ある δ > 0 が存在し、任意の x ∈ A と任意の近傍 U(x) に対して、|f k(x) − f k(y)| > δ を満たす y ∈ U と k ∈ Z が存在する。

初期値鋭敏性とは、わずかな初期値の違いが時間発展にともなって次第に大きくなることを意味し、バタフライ効果という言葉としても知られる。ただし、上記の初期値鋭敏性の定義は指数関数的な分離を必ずしも要求していない。現在では、指数関数的分離すなわち正のリアプノフ指数を持つことを初期値鋭敏性に要求することが多い。
準周期アトラクターと同じく、自励的な連続力学系においてはストレンジアトラクターは3次元以上から存在する。最初に広く知られた連続力学系のストレンジアトラクターは、エドワード・ローレンツが熱対流の振る舞いをモデル化から導入した次のローレンツ方程式で現れる。
{\displaystyle {\dot {x}}=-\sigma x+\sigma y}
{\displaystyle {\dot {y}}=-xz+rx-y}
{\displaystyle {\dot {z}}=xy-bz}
ローレンツが使用したパラメータは (σ, r, b) = (10, 28, 8/3) で、このときに存在するアトラクターはローレンツアトラクターとして有名である。
多くのストレンジアトラクターの形は、自己相似形いわゆるフラクタルの構造となっている。実際、フラクタル構造を持つアトラクターを指してストレンジアトラクターの定義とする考え方もある。ただし、現在ではストレンジアトラクターを考える上ではフラクタル構造よりも初期値鋭敏性の方がより重要といわれる。初期値鋭敏性がストレンジアトラクターの力学的・動的な特徴を表しているのに対し、フラクタル構造がストレンジアトラクターの幾何学的・静的な特徴を表しているといえる。
ストレンジアトラクターのフラクタル構造は、離散力学系であるエノン写像が観察しやすい。エノン写像のパラメータが (a, b) = (1.4, 0.3) のときに、バナナのような形に折れ曲がったアトラクターが存在する。このアトラクターはエノンアトラクターと呼ばれ、全体図からは単純な数本の線から成るように見えるが、アトラクターの一部を拡大していくと自己相似形の無限の線からできていることが分かる。エノンアトラクターの次元は、数値計算でボックスカウント次元（フラクタル次元の一種） 1.26 という値が求められている。
特定のものを除き、ストレンジアトラクターであることの厳密な証明は困難で、ストレンジアトラクターの一般的性質の解明は未だ十分に達成できていない。数値計算実験では、繰り返しが見られずストレンジアトラクターと判断されるものであっても、厳格な立場から言えば、実はそれは計算時間を超える極めて長い周期を持つ周期アトラクターであるという可能性が残る。カオスであることの厳密な証明できている事例は、系が双曲型である場合にほとんど限られている。ある可微分写像の不変閉部分集合が双曲型であるとき、任意の点の接空間は拡大的な部分空間と縮小的な部分空間の直和となる。双曲型のアトラクターを双曲型アトラクターといい、双曲型アトラクターであればカオスであることが知られる。双曲型力学系でストレンジアトラクターを持つことが示される例には、平面上に定義されるパイこね変換やトーラス体上に定義されるソレノイドなどがある。
一方で、アトラクターが非双曲型の場合、解析は一般に困難となる。しかし、自然な力学系の多くは非双曲型である。これまで構成・研究された双曲型アトラクターは、応用研究で現れる微分方程式とのポアンカレ写像によるつながりがないなど、やや人工的といえる。著名なローレンツアトラクターも、ストレンジアトラクターであることは確実視されてはいたものの、数学的証明を与えることは長い間できていなかった。ローレンツアトラクターが最初に発見されたのは1963年だが、ストレンジアトラクターであることの完全な形での数学的証明が最初に与えられたのは2002年のことで、ウォリック・タッカーが精度保証付き数値計算と解析的手法を組み合わせて証明した。

### 指標別整理

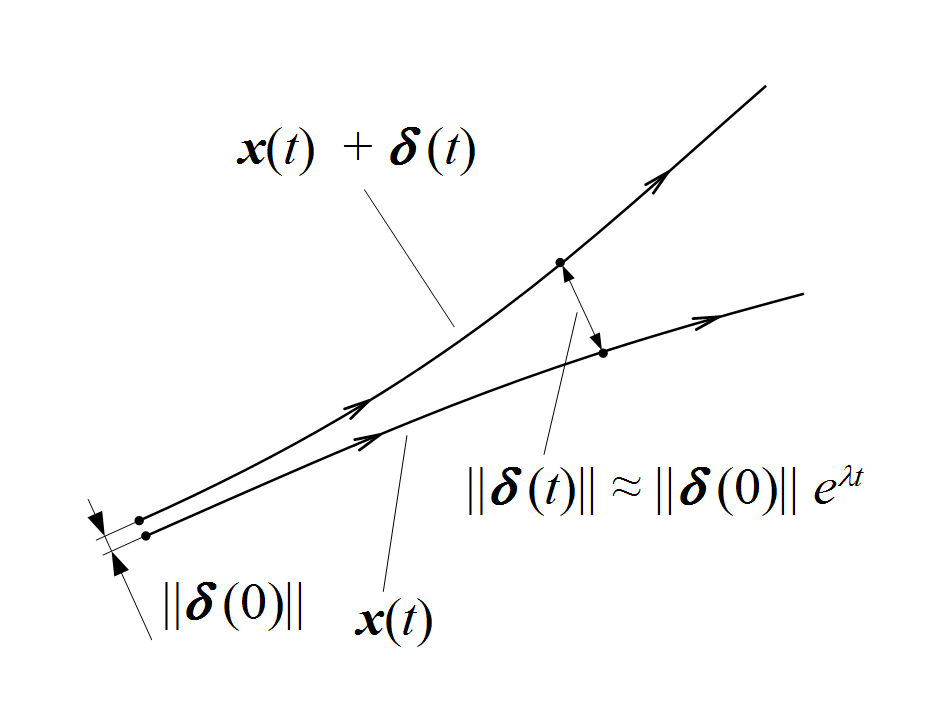
リアプノフ指数 λ の概念図。λ が近接する軌道が離れていく度合いを表している。

アトラクターの定量的評価は、リアプノフスペクトラム、フラクタル次元、パワースペクトルなどによって行われる。ただし、パワースペクトル評価ではカオスとノイズ（あるいは周期的振る舞いにノイズが乗ったもの）との区別が付きにくいという欠点がある。特に、リアプノフスペクトラムによる分類がアトラクターの正確な分類を与えてくれる。
ある軌道とある軌道が離れていく度合いを定量化したものリアプノフ指数といい、n 次元力学系であればリアプノフ指数は各方向に対応して n 個存在する。このリアプノフ指数を大きい順に並べたもの (λ1, λ2, …, λn) をリアプノフスペクトラムという。リアプノフスペクトラムで各アトラクターの特性を説明すると以下のようになる。
点アトラクター
アトラクターすなわち固定点上からのズレは、全ての方向において吸引される。よって、点アトラクターの全てのリアプノフ指数は負である。
周期アトラクター
アトラクターすなわち閉曲線は周期軌道であるから、閉曲線上の2点は時間発展によって近づいたり離れたりしない。よって、周期アトラクターの閉曲線接線方向のリアプノフ指数は0であり、吸引的でも反発的もない。閉曲線に垂直な方向のズレは全て閉曲線に吸引されるので、閉曲線に垂直な全ての方向のリアプノフ指数は負である。
準周期アトラクター
準周期アトラクターを k 次元のトーラス（k-トーラス、k < n）だとする。周期アトラクターと同じように軌道方向は近づいたり離れたりせず、中立的である。よって、k-トーラス上の軌道接線方向はリアプノフス指数 0 で、軌道に垂直でかつトーラス面内方向もリアプノフス指数 0 である。結局、準周期アトラクターでは k 個のリアプノフ指数が 0 である。それ以外のトーラス面に対して垂直な全ての方向では、リアプノフ指数は負である。
ストレンジアトラクター
ストレンジアトラクターは、初期値鋭敏性を持つために少なくとも1つのリアプノフ指数が正である。軌道接線方向はリアプノフ指数 0 である。残りのリアプノフ指数は負であり、さらに相空間の体積要素が縮小していくという散逸系の特性にしたがって、全てのリアプノフ指数の和は負になる。
以上のような各アトラクターに対する指標・特性をまとめると、以下の表のようになる。
|                                            | 点アトラクター       | 周期アトラクター                          | 準周期アトラクター                                                           | ストレンジアトラクター                                        |
| ------------------------------------------ | -------------------- | ----------------------------------------- | ---------------------------------------------------------------------------- | ------------------------------------------------------------- |
| アトラクターの幾何学的構造                 | 点                   | 閉曲線                                    | k-トーラス                                                                   | フラクタル構造                                                |
| アトラクター上の振る舞い                   | 静止                 | 周期的                                    | 準周期的                                                                     | カオス                                                        |
| n 次元相空間におけるアトラクターの次元     | 0                    | 1                                         | n 未満の整数 k                                                               | n 未満の非整数                                                |
| n 次元相空間の場合のリアプノフスペクトラム | i = 1,…, n で λi < 0 | i = 1 で λi = 0 i = 2,…, n で λi < 0      | i = 1,…,k で λi = 0 i = k+1,…, n で λi < 0                                   | i = 1,…, m−1 で λi > 0 i = m で λi = 0 i = m+1,…, n で λi < 0 |
| 3次元相空間の場合のリアプノフスペクトラム  | λ1 < 0 λ2 < 0 λ3 < 0 | λ1 = 0 λ2 < 0 λ3 < 0                      | λ1 = 0 λ2 = 0 λ3 < 0                                                         | λ1 > 0 λ2 = 0 λ3 < 0                                          |
| パワースペクトルの様相                     | -                    | 1個の基本振動数とその整数倍で線スペクトル | k 個の基本振動数とその整数倍、およびそれらの差・和の組み合わせで線スペクトル | 連続スペクトル                                                |

## 一つの系が持つアトラクター・ベイスンの数・種類・変化

### アトラクターの共存

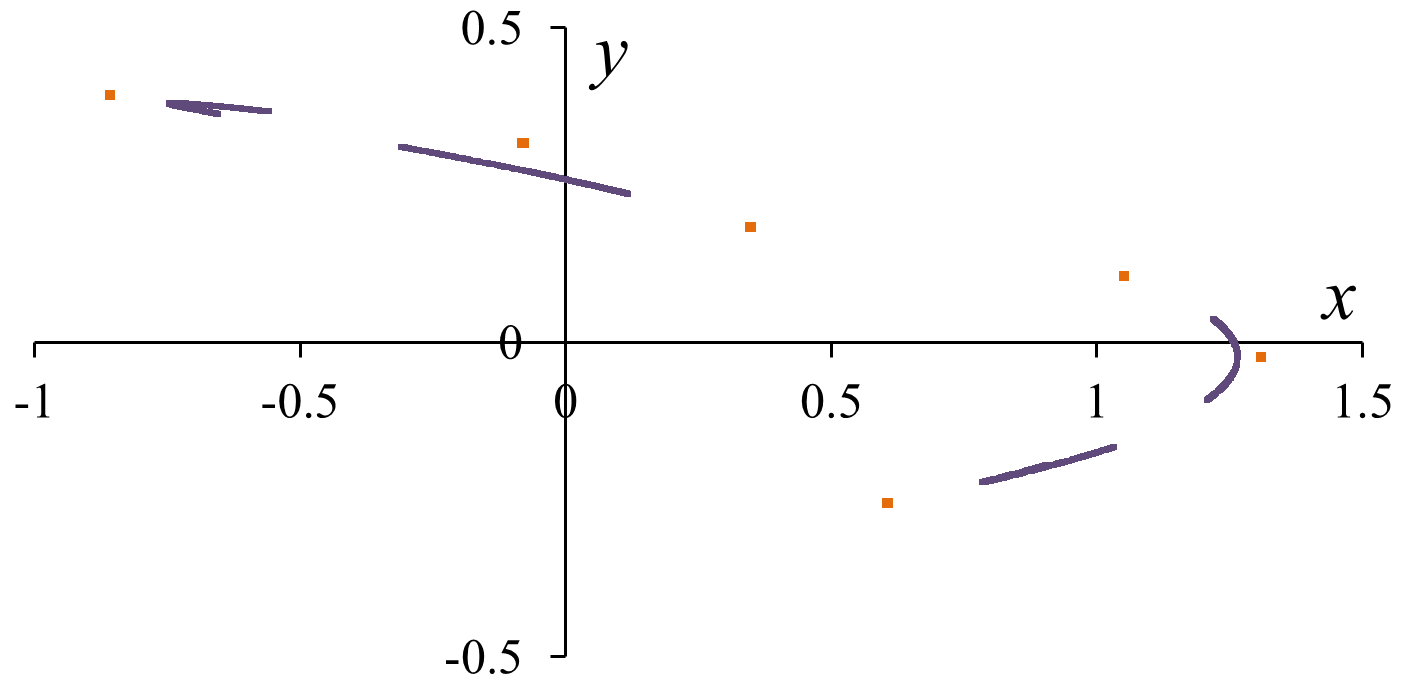
のエノン写像において共存するアトラクターの例。4本に分かれた紫の帯がストレンジアトラクター、オレンジの点々が6周期アトラクターで、初期値によってどちらかに引き込まれる。

1つの系に存在するアトラクターは1つとは限らず、1つの系に複数のアトラクターが共存できる。1つの系に多数のアトラクターが併存することは珍しくなく、無限個のアトラクターを持つような系を考えることもできる。アトラクターが複数のときは、リアプノフ指数のような各種特性指標もアトラクターごとに固有である。
点アトラクターと周期アトラクター、点アトラクターとストレンジアトラクターなど、複数の種類のアトラクターが同時に存在することもある。例えば、パラメータ (a, b) = (1.07, 0.3) のエノン写像ではストレンジアトラクターと周期アトラクターが共存する。このとき、初期値 (x0, y0) = (1, 0) であれば軌道は4本の帯のようなストレンジアトラクターへ引き込まれ、(x0, y0) = (1.5, 0) であれば軌道は周期6の周期アトラクターへ引き込まれる。
アトラクターが複数存在するときは、ベイスンの棲み分けが起き、初期条件に応じてどのアトラクターに引き込まれるかが決まる。種類の異なる振る舞いごとに相空間を分ける軌道をセパラトリックスといい、ベイスン同士の境界線をセパラトリックスということがある。セパラトリックスも軌道の1つであり、ホモクリニック軌道や鞍点から出る2つの安定多様体がセパラトリックスの例である。

### 複雑なベイスン
アトラクターが簡単な形であっても、そのベイスンの形が簡単とは限らない。特に、複数のアトラクターが存在するときには、それらのベイスン同士の境界がフラクタルになることもある。例えば、エノン写像はパラメータ (a, b) = (1.54, 0.15) で3周期アトラクターと5周期アトラクターが共存しているが、それらの2つのベイスンは複雑に入り乱れ、境界はフラクタルになっている。1つのアトラクターに対するベイスンが連結ではなく、バラバラの連結成分に分かれていることがあり、とくに複素力学系ではベイスンが無限個の連結成分から成ることもよくある。このようなとき、通常のベイスン（吸引域、鉢）に対し、アトラクターを含んでいる連結成分を直接吸引域や吸引の直接鉢と呼ぶ。

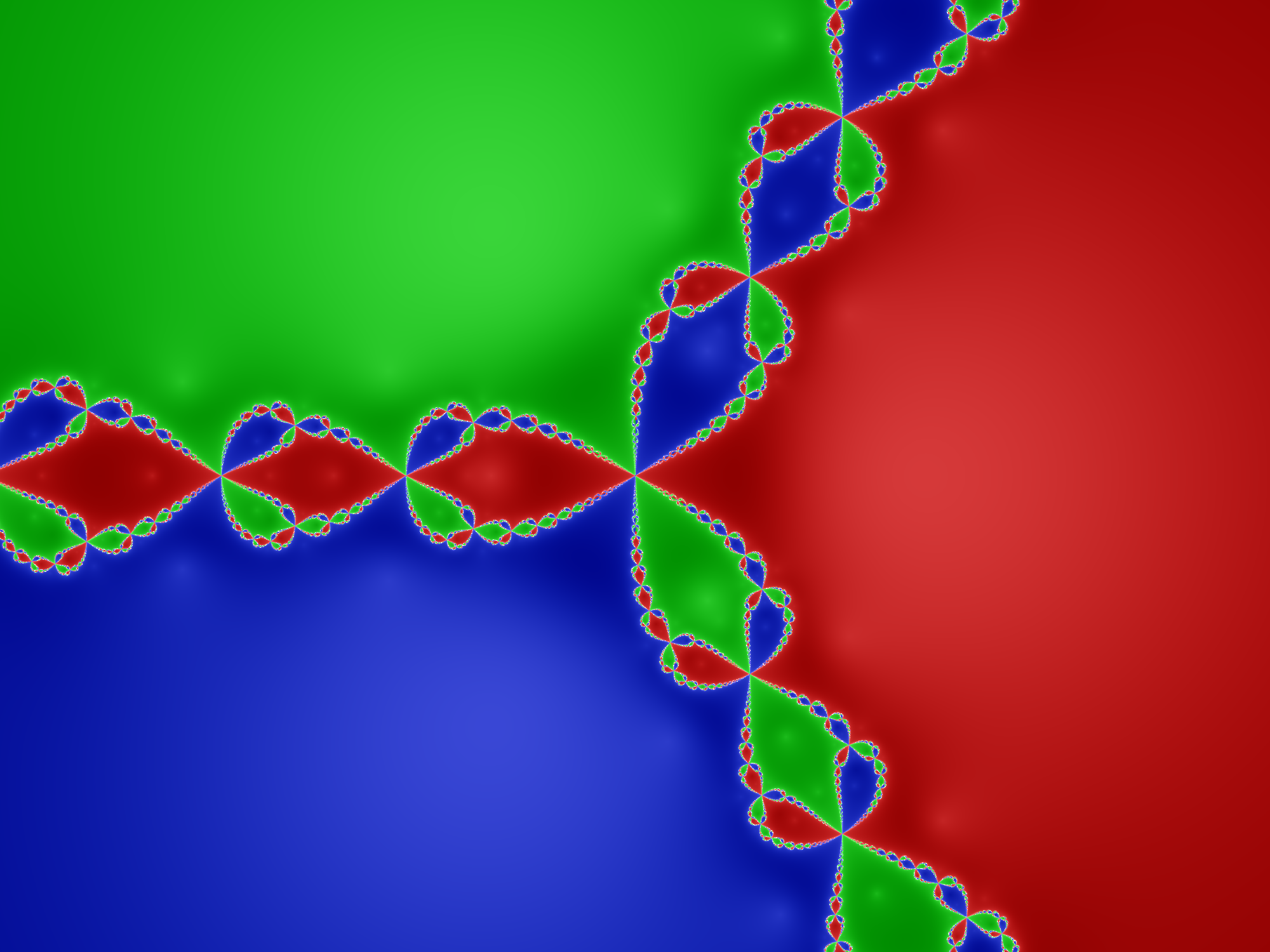
p(z) = z^{3} − 1, z ∈ C にニュートン法を適用してできるベイスンのフラクタル境界。点アトラクターは3つの点 z_{1} = 1 と z_{2} = −1/2 + i√3/2 と z_{3} = −1/2 − i√3/2 であり、図では z_{1} のベイスンを赤色で、z_{2} のベイスンを緑色で、z_{3} のベイスンを青色で、ガウス平面を塗り分けている。

複素力学系においてフラクタルなベイスン境界が出てくる例として、複素数へ拡張したニュートン法を扱う問題がある。ニュートン法とは関数 f(x) の零点の値を出す数値計算法の一種で、x を複素数 z ∈ C に拡張し、関数を多項式 p(z) としたとき、
{\displaystyle z_{n+1}=z_{n}-{\frac {p(z_{n})}{p^{\prime }(z_{n})}}}
という離散力学系が定義できる。この写像が n → ∞ で収束する値は p(z) の零点であり、力学系的には複素平面上の吸引不動点（点アトラクター）である。p(z) の次数が3以上のとき、ニュートン法による写像のベイスン境界は非常に複雑な形となる。特に、p(z) = z3 − 1 の3次多項式では3つの点アトラクターのベイスン境界は鎖あるいは数珠つなぎのようなフラクタルを成すことが知られている。
他の特殊で複雑なベイスンとしてはリドルベイスン、リドルドベイスン（英語: riddled basin）と呼ばれるものがある。あるアトラクター A1 のベイスンを B(A1) で、併存するアトラクター A2 のベイスンを B(A2) で表すとする。B(A1) が B(A2) に対してリドルであるとは、B(A1) の全ての点の開近傍に B(A2) が有限の割合で含まれることを意味する。つまり、B(A1) の全ての点のいくらでも近い範囲に B(A2) の点が存在している。名前の「リドルド（英語: riddled）」とは「穴だらけの」の意味で、リドルベイスンとは B(A1) が B(A2) によって穴だらけにされているという意味である。リドルベイスンが生じるにはストレンジアトラクターを部分相空間として含むような相空間の力学系が必要であり、離散力学系であれば2次元以上から、連続力学系では4次元以上から生じる。
フラクタル境界やリドルベイスンのような複雑なベイスンが存在する帰結として出てくるのが、カオスとは異なる形の予測困難性である。すなわち、ほとんどの初期値において、軌道はどのアトラクターに引き込まれるのか予測できなくなる。予測のためには初期値の指定に限りない精度が求められ、初期値に微小な差があると結果は大きく異なる。

### 分岐現象、カオスへのルート

ホップ分岐の例。パラメータの変化にともなってアトラクターが、点アトラクター → 周期アトラクター（青の閉曲線） → 点アトラクター と変化する。

系のパラメータ（微分方程式や写像の係数）が変わると、ある臨界値を境に系の定性的な振る舞いが変わることがある。この現象を分岐という。アトラクターやベイスンも分岐によって変化する。点アトラクターが周期アトラクターになったり、周期アトラクターが準周期アトラクターになったりする。あるいは、アトラクター自体が消滅したり、新しいアトラクターが出現したりする。基本的な分岐であるサドルノード分岐では、安定な固定点と不安定な固定点がパラメータの変化に従って接近し、衝突して共に消滅する。逆にパラメータを変化させると、固定点がないところから安定な固定点と不安定な固定点が現れるということになる。他には、安定な固定点が不安定な固定点と安定なリミットサイクルに変わるホップ分岐などがある。また、クライシスと呼ばれる、アトラクターの大きさが不連続的に突然変化したり、アトラクターが不連続的に突然出現・消滅するような現象もある。
特に、単純な振る舞いがいくつかの分岐を経てカオス的振る舞いへ変わる道筋は、カオスへのルート（英語: route to chaos）などと呼ばれる。広く認知されているカオスへのルートには、周期倍分岐ルート、間欠ルート、準周期崩壊ルートの3つがある。周期倍分岐ルートでは、周期アトラクターが有限のパラメータ範囲の中で周期倍分岐を無限回繰り返してカオスに至る。周期倍分岐とは k 周期の安定閉軌道が k 周期の不安定閉軌道と 2k 周期の安定閉軌道と分岐する現象で、無限の周期倍分岐の列は周期倍カスケードとして知られる。間欠ルートでは、カオス的不変集合を潜在的に伴っていた周期アトラクターがサドルノード分岐で消滅し、ストレンジアトラクターが現れる。周期アトラクター消滅後にも、カオス軌道の中で元の周期的な振る舞いが一定時間ごとに（間欠的に）起こる特徴を持ち、このような振る舞いを間欠性カオスという。準周期崩壊ルートとは、準周期アトラクターが位相ロッキングと呼ばれる振動数比の有理数化（すなわち周期アトラクター化）を経てカオスに至る道筋である。最終的なカオスへの遷移自体は、上記の周期倍カスケードや間欠カオスによって起こる。
特に周期倍分岐ルートはもっとも有名なカオス発生の道筋で、多数の低次元系で周期倍カスケードの例が見つかってきた。周期倍分岐ルートは上述のローレンツ方程式やエノン写像でも起き、他にはレスラー方程式
{\displaystyle {\dot {x}}=-y-z}
{\displaystyle {\dot {y}}=x+ay}
{\displaystyle {\dot {z}}=b-cz+xz}
で起こるものなどが知られる。レスラー方程式のアトラクターの周期倍分岐の例を以下に示す。図は xy-平面へ射影した軌道を示し、パラメータは a = 0.1 と b = 0.1 を固定で、c を変化させている。

レスラー方程式のアトラクターの分岐
c = 4.0（1周期アトラクター）
c = 6.0（2周期アトラクター）
c = 8.5（4周期アトラクター）
c = 8.7（8周期アトラクター）
c = 9.0（ストレンジアトラクター）
c = 12.0（3周期アトラクター）
c = 12.6（6周期アトラクター）
c = 13.0（ストレンジアトラクター）
c = 18.0（ストレンジアトラクター）

## 時系列データからの再構成

### 時間遅れ座標系への変換

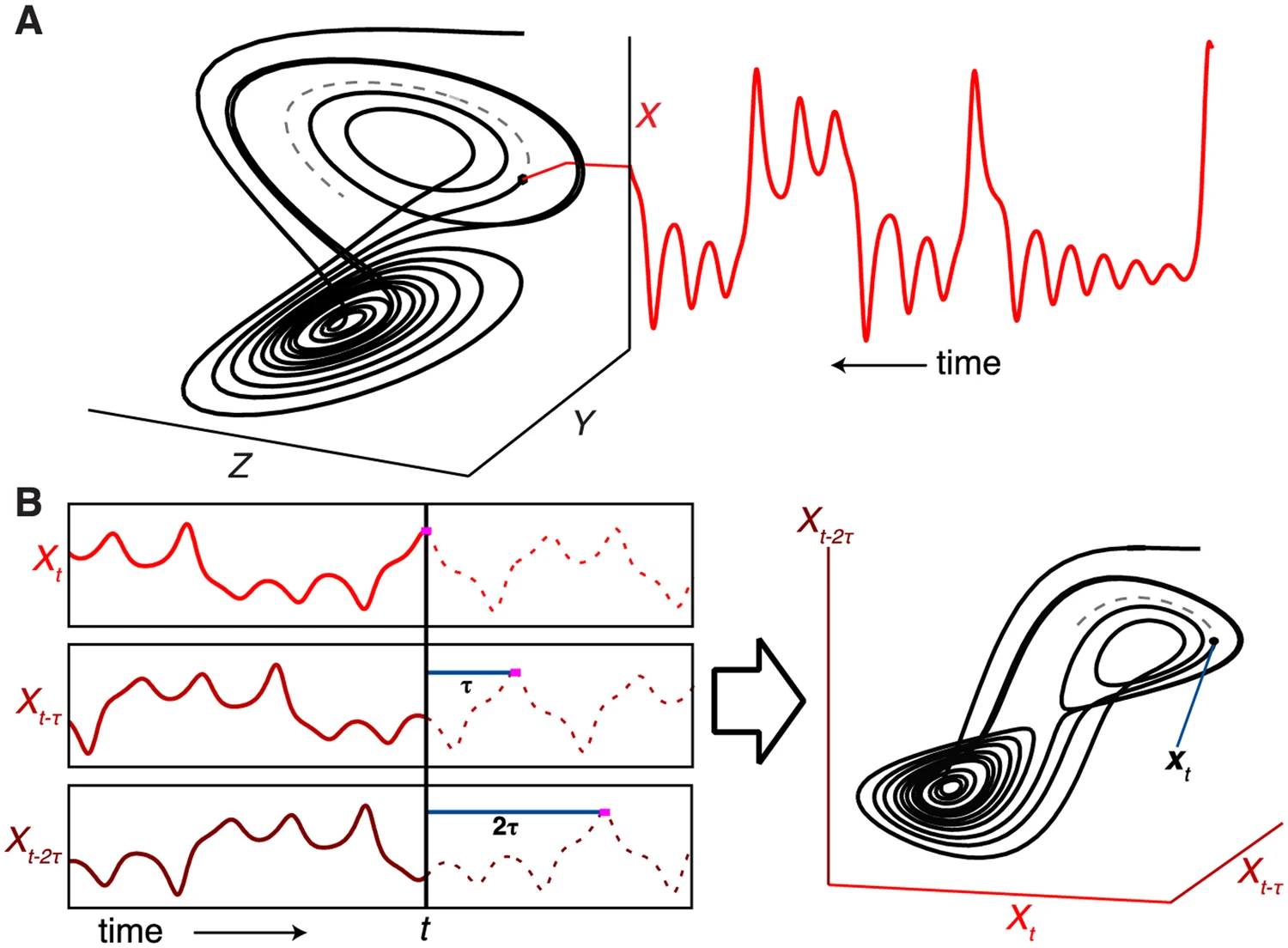
ローレンツアトラクターを例にしたアトラクターの再構成の概念図。(A) XYZ-相空間のアトラクターと、それから取り出される（観測される）X の時系列データ。(B) X 時系列データから時間遅れ τ によって作られる時間遅れ座標系(X_{t}, X_{t−τ}, X_{t−2τ}) と、X_{t}X_{t−τ}X_{t−2τ}-空間上で再構成された軌道。

時間発展の法則があらかじめ分かっている系であれば、数値計算からアトラクターを描くことは容易なことである。しかし、実現象の実験データなどでは、その背後の時間発展法則は不明確なことが多い。さらに、時間発展法則が推定できる場合でも、その系を構成する複数の状態変数の内の一部、極端には1つの状態変数しか測定できないことも多い。このような状況の測定データから系の振る舞いを再構成する問題は、多くの工学者や科学者にとって重要な課題である。1つの状態変数の時系列データから系のアトラクターを再現する手法はアトラクターの再構成（英語: attractor reconstruction）として知られ、特に、不規則的な時系列データについて決定論的な力学系の観点から解析を試みる上でアトラクターの再構成が解析の基礎となる。
アトラクターの再構成のために現在広く利用されているのが、測定された時系列データを時間遅れ座標系へ変換する手法である。1次元離散時間の時系列データ u(t) が得られたとする。これに対して適当な時間遅れ τ と適当な次元 m を決め、u(t) から次のような m 次元ベクトル u ∈ Rm を各 t に対して作る。
{\displaystyle {\boldsymbol {u}}(t)=(u(t),\ u(t+\tau ),\ u(t+2\tau ),\cdots ,\ u(t+(m-1)\tau ))}
ここで、m は埋め込み次元と呼ばれる。時間遅れ τ と埋め込み次元 m を適切に選択すれば、時系列データを生んだ元の相空間のアトラクターの性質が、時間遅れ座標系によって作られるアトラクターに引き継がれる。
数学的には、いくつかの仮定のもとで、この時系列データから時間遅れ座標系への変換が埋め込みであることは、ターケンスの埋め込み定理およびそれを拡張させた定理によって保証されている。ここで埋め込みとは、滑らかな多様体 M と滑らかな写像 F: M → Rn が与えられたとき、F: M → F(M) が微分同相写像で、かつ全ての p ∈ M において微分 dF(p): TpM → TF(p))Rn が1対1であることを指す。ただし、時系列解析分野では、この変換を使った手法自体を埋め込みと呼んだりもする。変換が埋め込みであることによって元のアトラクターのフラクタル次元が保存され、リアプノフ指数の推定も可能となる。ターケンスの埋め込み定理は、ホイットニーの埋め込み定理を力学系の観測問題用に1変数時系列から時間遅れ座標系への変換を扱う形にフロリス・ターケンスが拡張したもので、ターケンスの埋め込み定理以降、時系列データからの再構成に関する研究が一気に進展した。ターケンスの埋め込み定理では、元となるアトラクターが写像 f のもとで不変でかつ整数次元 d のコンパクト多様体に対して、埋め込み次元が m > 2d を満たせば成立する。ターケンスの後にティム・サウアーらによって、ボックスカウント次元 dB を持ったコンパクト部分集合についても、いくつかの追加条件付きだが m > 2dB で同種の定理が成り立つことが証明されている。

### 埋め込み次元と時間遅れの最適化

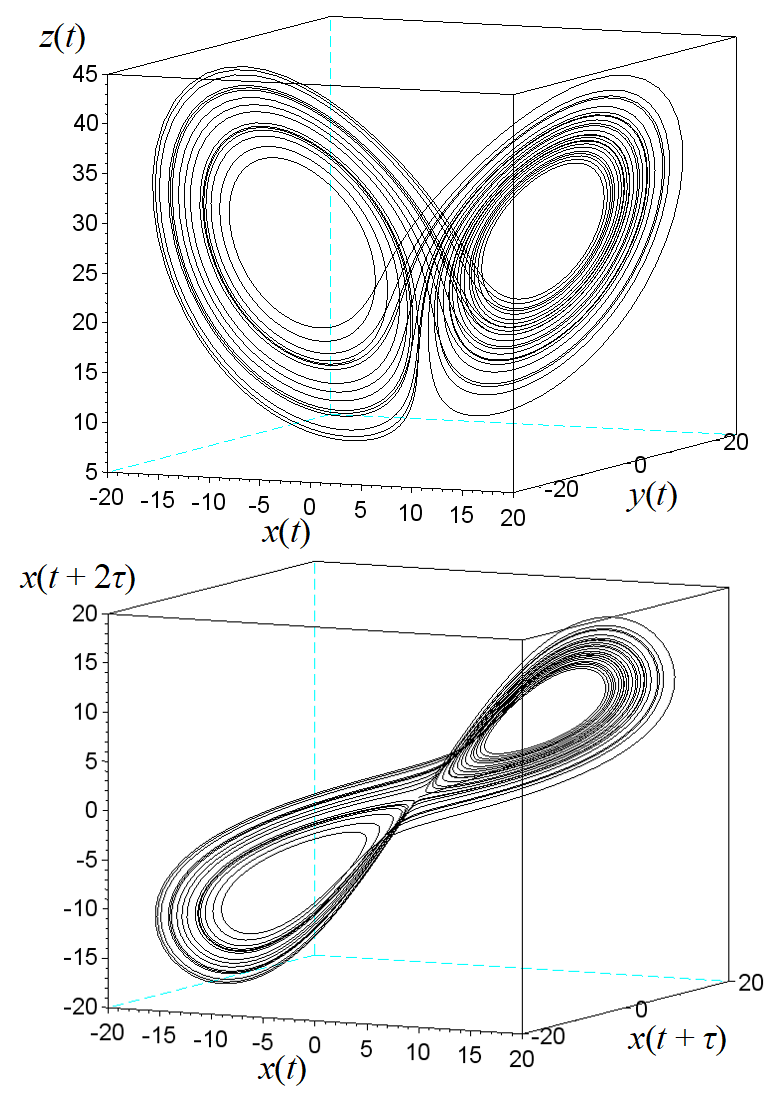
ローレンツアトラクター（上）を埋め込み次元 m = 3 で x 時系列から再構成した例（下）。時間遅れは τ = 0.05 の場合。

アトラクターの再構成を行う上でまず問題となるのは、埋め込み次元 m と時間遅れ τ をどう決めるのかである。埋め込み次元については、定理上は m > 2d であれば埋め込みであることが保証されるが、これは十分条件であり、m がこれ以下でも埋め込みとなることはあり得る。埋め込み次元が小さいと、再構成された曲線で摂動でも消えない自己交差が起き、1対1とならない。しかし、埋め込み次元を大きく取り過ぎると、計算コストの問題や予測への悪影響が出てくる。そのため、先にアトラクターの次元を推定する。カオス時系列の解析において標準的に利用されている手法は、ボックスカウント次元の代わりに相関次元を使うもので、ピーター・グラスバーガーとイタマー・プロカッチャが導入したGPアルゴリズムで比較的容易に相関次元を計算できる。埋め込み次元を増やしながら再構成したアトラクターの相関次元を計算し、相関次元の増加が頭打ちになったとき、このときの相関次元値をアトラクターの次元とし、このときの埋め込み次元を最適な m 値とする。他には、アトラクター次元推定を行わずに、埋め込み次元が不足していることで生じる自己交差が解消される m 値を設定された指標を使って推定する手法もある。
一方の時間遅れ τ については、埋め込み定理上では任意でよく、値の設定に制限がない。しかし実際には τ が小さ過ぎると、変換後のデータの相関が高く成り過ぎて、再構成されたアトラクターの形状は細長くつぶれてしまう。あるいは τ が大き過ぎると、特にストレンジアトラクターでは軌道不安定性によって相関がほとんど無相関となり、再構成されたアトラクターは雑音のような煩雑な形になる。一つの方法は、アトラクターの平均的な周期の 1/2 から 1/10 程度の値に設定する方法がある。もう一つの方法は、時間遅れの値を増やしながら時系列データの自己相関関数を計算し、自己相関関数が最初の極小値あるいは 0 とみなせる値になったときの時間遅れを最適な τ の値とする方法がある。ただし、時間遅れの最適値の決定法については、これらも含めて様々な手法が提案されているが現在のところ優劣の結論は出ていない。

### 実現象への適用
以上のような時間遅れ座標系への変換を利用した手法は、一般的な信号解析では把握が難しい現象、特にカオスが関わる複雑な非線形信号データの解明に有効な手法の一つである。実現象の実験測定データからアトラクターの再構成が成功した事例としては、化学振動反応のベロウソフ・ジャボチンスキー反応でのストレンジアトラクターや2円筒間のテイラークエット流れでの準周期振動がある。
再構成の手法を使って様々な実現象の中にカオスの証拠を見出す問題が、これまでに取り組まれてきている。再構成されたアトラクターを利用した予測も研究されている。カオスでは高精度な長期予測は原理的に不可能だが、同時にその振る舞いは決定論的に定まっているので、短期予測の精度向上の可能性は残されている。また、再構成されたアトラクターを応用した異常検出・モニタリング技術も研究されている。アトラクターの構造はそのシステムの変化に反応して変化するため、正常な状態のアトラクターと異常な状態のアトラクターを用意しておき、現在の状態をこれらと照らし合わせることで状態監視を行う。ばね、ボルト、転がり軸受、ポンプなどを対象に、再構成されたアトラクターを応用した異常検出の研究例がある。
ただし、時系列データから系の力学系的性質を調べるのは難しい問題でもある。上手くいかなかった例としては、1984年に行われた酸素原子同位体濃度にもとづく過去100万年の気候ダイナミクスの研究で、この気候ダイナミクスが4次元程度の低次元カオスである可能性が示唆されたが、後で否定されている。特に、実験系ではない純粋な自然現象を対象とする場合は、測定データ数が限られてしまうという点やダイナミクスの要因自体が長期間の間に変動する可能性も解析を難しくしている。

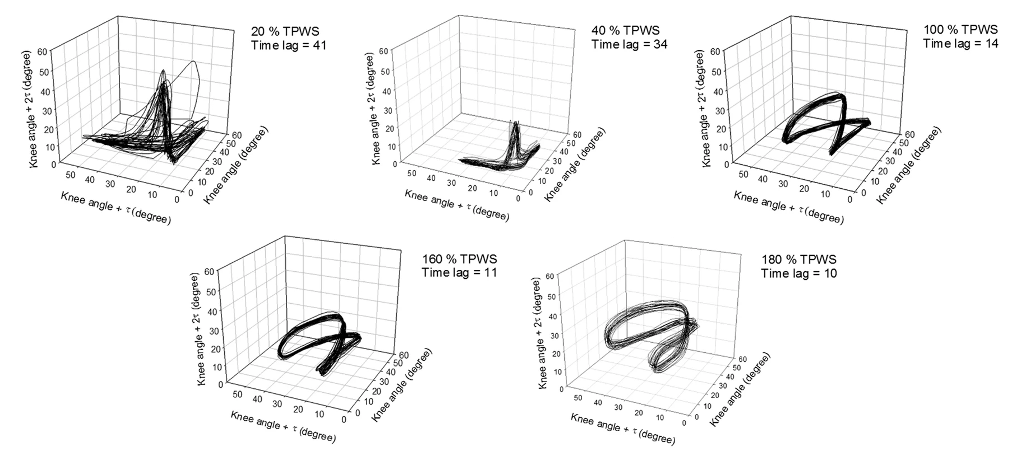
歩行中のひざ角度を実験測定し、時間遅れ座標系で再構成した例。TPWSは歩行のフルード数から計算される快適な歩行速度で、図はゆっくり歩いた実験結果（20% TPWS）から早く歩いた実験結果（180% TPWS）までを示す。

## 外部リンク

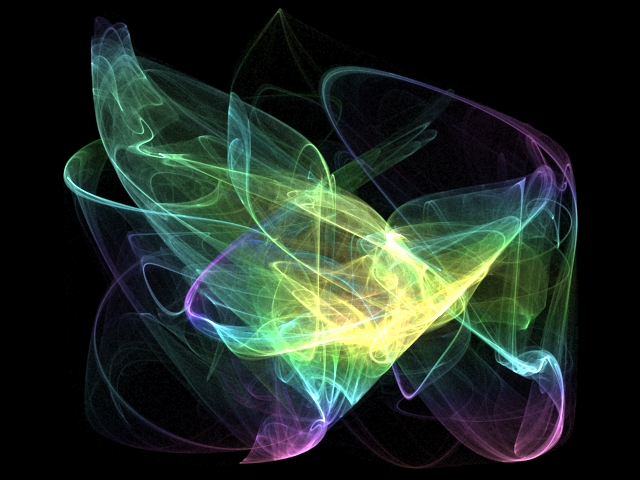
Chaoscope を使って描かれたアトラクター